# Úreg núr
Úreg núr (mongolsky Үүрэг нуур) je bezodtoké jezero v Uvském ajmagu na západě Mongolska. Vyplňuje údolí v pohoří Altaj severozápadně od Kotliny Velkých jezer v blízkosti západní hranice povodí jezera Uvs núr. Má rozlohu 239 km². Je 20 km dlouhé a průměrně 12 km široké (maximální šířka je 18 km). Průměrnou hloubku má 27 m a maximální 42 m. Celkový objem vody je 6,419 km³. Leží v nadmořské výšce 1425 m.

## Vodní režim
Do jezera přitéká řeka Charig gol, která pramení v Rusku.